# Panama na Letních olympijských hrách 1948
Panama se účastnila Letní olympiády 1948. Zastupoval ji 1 muž v 1 sportu. Panama získala v této olympiádě své první medaile a byly jedinými až do roku letních olympijských her 2008.

## Medailisté
| Medaile | Jméno         | Sport    | Soutěž            |
| ------- | ------------- | -------- | ----------------- |
| Bronz   | Lloyd LaBeach | Atletika | Muži 100 m        |
| Bronz   | Lloyd LaBeach | Atletika | Muži běh na 200 m |